# Psephenoides magnioculus
Psephenoides magnioculus là một loài bọ cánh cứng trong họ Psephenidae. Loài này được Yang miêu tả khoa học đầu tiên năm 1993.